# Scotoleon digueti
Scotoleon digueti is een insect uit de familie van de mierenleeuwen (Myrmeleontidae), die tot de orde netvleugeligen (Neuroptera) behoort. 
Scotoleon digueti is voor het eerst wetenschappelijk beschreven door Navás in 1913.